# Sport Bissau e Benfica
Sport Bissau e Benfica, conhecido como Benfica de Bissau, é um clube de futebol com sede em Bissau, Guiné-Bissau.
O Sport Bissau e Benfica  foi fundado no dia  27/05/1944 sendo a vigésima nona filial do Sport Lisboa e Benfica.

## Estádio

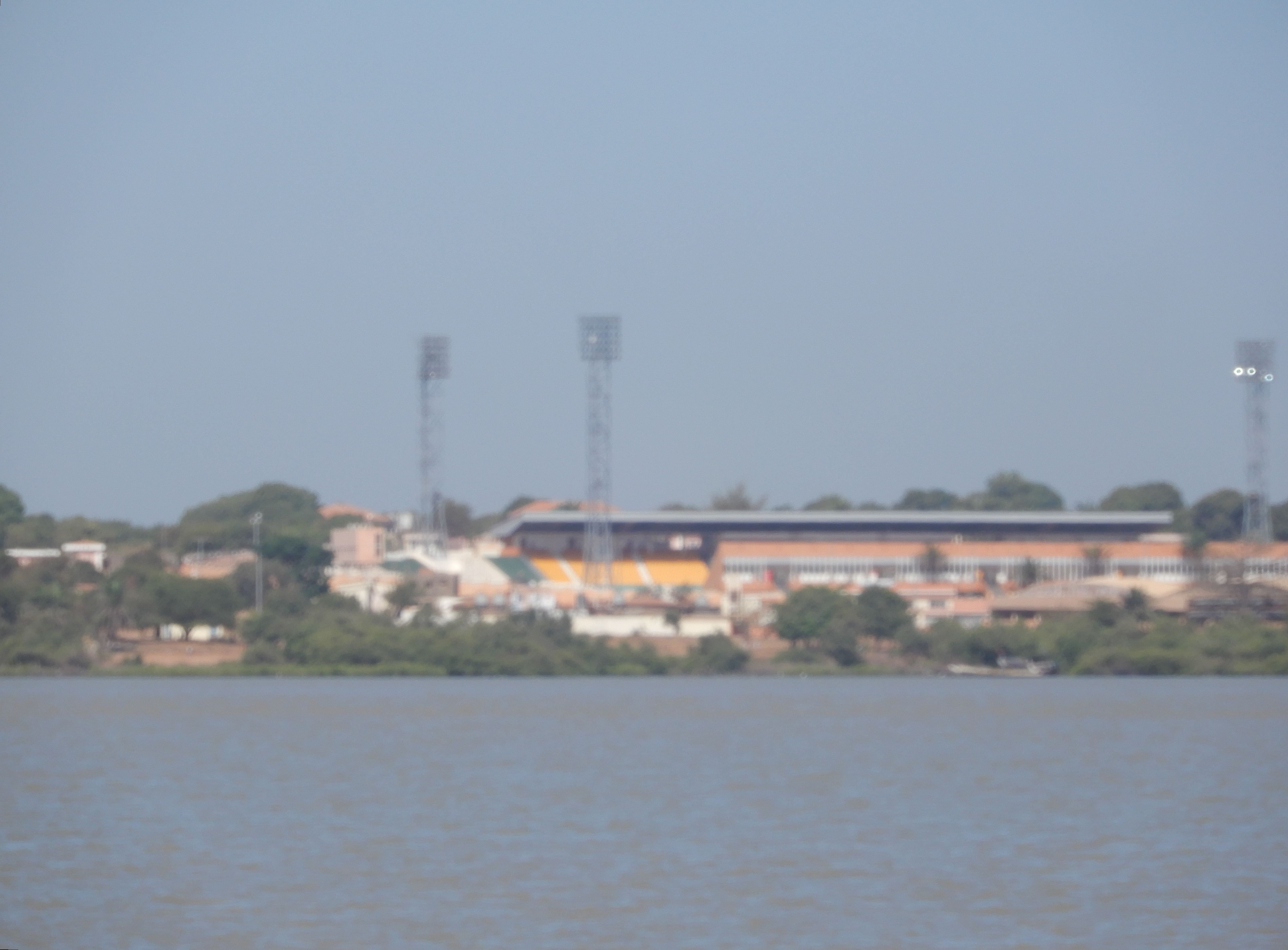
Estádio Nacional 24 de Setembro, o casa de mais 5 clubes de Guiné-Bissau incluido-se Benfica de Bissau, Portos de Bissau, UDIB & Mavegro FC

O Sport Bissau e Benfica tendo actuado nos jogos em casa no Estádio Nacional 24 de Setembro e Estádio Lino Correia, em Bissau tal como a maioria dos clubes guineenses.

## Palmarés
- Campeonato Nacional da Guiné-Bissau: 15

1977. 1978, 1980, 1981, 1982, 1988, 1989, 1990, 2015, 2016, 2017, 2018, 2022, 2024, 2025
- Taça Nacional da Guiné-Bissau: 10

1980, 1989, 1992, 2008, 2009, 2010, 2015, 2018, 2021, 2022

## Desempenho nas Competições da CAF
- Taça dos Clubes Campeões Africanos: 6 presenças

1978: Primeira Ronda
1980: Primeira Ronda
1981: Primeira Ronda
1983: Primeira Ronda
1990: Ronda Preliminar
2018: Primeira Ronda
- CAF - Taça das Confederações: 3 presenças

2007 - Ronda Preliminar
2009 - Ronda Preliminar
2010 - Ronda Preliminar
- CAF - Taça dos Vencedores das Taças Africanas: 2 presenças

1986 - Ronda Preliminar
1993 - Ronda Preliminar

## Jogadores

### Equipe do Sport Bissau e Benfica 2019/2020[1]
Nota: Bandeiras indicam equipe nacional, conforme definido pelas regras de elegibilidade da FIFA. Os jogadores podem ter mais de uma nacionalidade não-FIFA.
| N.º |              | Posição | Jogador                   |
| --- | ------------ | ------- | ------------------------- |
|     | Guiné-Bissau | G       | Mussa Nanque              |
|     | Guiné-Bissau | D       | Fernando de Lacerda Gomes |
|     | Guiné-Bissau | D       | Yacuba Camará             |
|     | Guiné-Bissau | D       | Tiago Cumba               |
|     | Guiné-Bissau | D       | Mohamed kourouha          |
|     | Guiné-Bissau | D       | Domingos Indanhe Junior   |
|     | Guiné-Bissau | M       | Mohamed Keita             |
|     | Guiné-Bissau | M       | Michael Mendes            |
|     | Guiné-Bissau | M       | Jardel Gomes              |
|     | Guiné-Bissau | M       | Dinis Gomes               |
|     | Guiné-Bissau | M       | Belmiro Paulo Gomes       |

| N.º |              | Posição | Jogador               |
| --- | ------------ | ------- | --------------------- |
|     | Guiné-Bissau | M       | Alexandre Nhassé      |
|     | Guiné-Bissau | M       | Alana Bangura         |
|     | Guiné-Bissau | M       | Rubilson Banjaque     |
|     | Guiné        | M       | Salifo Camara         |
|     | Guiné-Bissau | M       | Norto Vieira Faria    |
|     | Guiné-Bissau | M       | Morlai Camara         |
|     | Guiné-Bissau | M       | Midana Cassama        |
|     | Guiné-Bissau | A       | Alex Urbain Malou     |
|     | Guiné-Bissau | A       | Albertino da Costa    |
|     | Guiné-Bissau | A       | Albertine dos Santos  |
|     | Guiné-Bissau | A       | Quintino Bebeto Ndame |

Staff
- Presidente: Wilson Pereira Batista
- Treinador Principal: João Na Tchigna
- Treinador Adjunto: Bentem Culubali
- Preparador Físico: Luís Mango
- Secretário Técnico: Braima Turé